# Salvelinus anaktuvukensis
Salvelinus anaktuvukensis är en fiskart som beskrevs av Morrow, 1973. Salvelinus anaktuvukensis ingår i släktet Salvelinus och familjen laxfiskar. Inga underarter finns listade i Catalogue of Life.